# Karl Markovics
Karl Markovics (Viena, 29 de agosto de 1963) é um ator e diretor de cinema austríaco.

## Biografia
Seus muitos trabalhos incluem o papel de Salomon Smolianoff em Os Falsários de 2007, dirigido por Stefan Ruzowitzky e premiado com o Oscar de melhor filme estrangeiro. Antes disso, suas aparições mais notáveis foram na aclamada comédia de humor negro Komm, süßer Tod de 2000, seu papel como terrorista de extrema-direita Franz Fuchs no telefilme de 2007 Franz Fuchs - Ein Patriot, papel que lhe rendeu uma nomeação ao Emmy Internacional. Karl Markovics também participou do elenco da série de televisão Kommissar Rex. Seu personagem no seriado teve sua própria série spin-off, Stockinger. Markovics também interpretou o papel de Ferdinand aus der Fünten no filme holandês de 2012 Süskind.
Em 2011, estreou como diretor e roteirista em Atmen.

## Filmografia parcial
| Ano  | Título                    | Nota(s)                                    | Prêmios |
| ---- | ------------------------- | ------------------------------------------ | --- |
| 2001 | All the Queen's Men       |                                            | |
| 2007 | Die Fälscher              | Ganhou o Oscar de melhor filme estrangeiro | Valladolid International Film Festival Award de Melhor Ator Indicado:German Film Award de Melhor Ator                                                             |
| 2008 | Franz Fuchs - Ein Patriot |                                            | Indicado:Emmy Internacional de Melhor Ator |
| 2011 | Unknown                   |                                            | |
| 2011 | Atmen                     | Writer and Director                        | Heart of Sarajevo Award de Melhor Filme no Sarajevo Film Festival Indicado:Golden Camera no Cannes Film Festival Indicado:Descoberta Européia - Prêmio Fassbinder |
| 2014 | Grand Budapest Hotel      |                                            | |
| 2015 | Ich und Kaminski          |                                            | |
| 2016 | The King's Choice         | como Curt Bräuer                           | Amanda Award de Melhor Ator Coadjuvante |
| 2016 | Fog in August             |                                            | |
| 2018 | Parfum                    | Telessérie                                 | |
| 2018 | Radegund                  | Próximo filme de Terrence Malick           | |